# LMHOSTS
LMHOSTS (Lan Manager hosts、エルエムホスツ、ランマンホスツ）は、Microsoft Windowsにおいて、IPアドレスとNetBIOS名の名前解決をするための静的なデータベースファイルである。

## 概要
LMHOSTSのLMは、MS-DOS時代から使用されていた、LAN Managerの略である。ファイルが置かれている場所は、Windows 9xでは、%WINDIR%（C:\WINDOWS など）、Windows NT系のOSでは、%systemroot%¥System32¥drivers¥etcである。DHCPの普及により動的にIPアドレスが割り当てられることが多くなると、静的なデータベースであるLMHOSTSでは対応が困難になった。動的IPアドレスに対応されたWindows Internet Naming Service (WINS)が開発され、NetBIOS名の名前解決を行うようになり、LMHOSTSによる名前解決は限定的なものとなった。
書式は、Unixのhostsファイルと同様の形式にNetBIOS向けの拡張を行ったものである。1レコードは改行で区切られた1行で、IPアドレス、NetBIOS名、特殊キーワードをひとつ以上の空白で区切って記述する。行頭に # をつけるとコメントになるが、#記号は特殊キーワードにも使用される。NetBIOS名は、16バイト固定であるが、LMHOSTSへ記述する際は16バイト固定長で記述する必要はない。特殊な用途をするサーバなどは、NetBIOS名の16バイト目に特殊文字を入れる必要がある場合があり、その場合、NetBIOS名が短ければダブルクォーテーションで間に空白を入れる必要がある。